# ميكائيل بوتيه

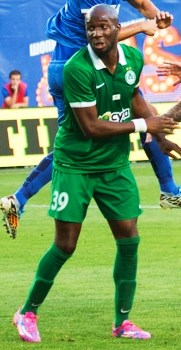

ميكائيل بوتي (بالفرنسية: Mickaël Poté)‏ (مواليد 24 سبتمبر 1984 في ليون - فرنسا) لاعب كرة قدم فرنسي يلعب حاليا لصالح نادي الدرجة الأولى نيس الفرنسي منذ 2009 في مركز المهاجم .

## روابط خارجية
- ميكائيل بوتيه على موقع اتحاد تركيا (لاعب) (الإنجليزية)
- ميكائيل بوتيه على موقع رابطة كرة القدم الفرنسية للمحترفين (الإنجليزية)
- ميكائيل بوتيه على موقع قاعدة بيانات كرة القدم.إي يو (الإنجليزية)
- ميكائيل بوتيه على موقع بيانات كرة القدم. دي إي (الألمانية)
- ميكائيل بوتيه على موقع ليكيب (الفرنسية)
- ميكائيل بوتيه على موقع ناشيونال فوتبول تيمز (الإنجليزية)
- ميكائيل بوتيه على موقع Soccerway.com (الإنجليزية)
- ميكائيل بوتيه على موقع عالم كرة القدم.نت (الإنجليزية)